# (74406) 1998 YW13
(74406) 1998 YW13 – planetoida z pasa głównego asteroid okrążająca Słońce w ciągu 5,51 lat w średniej odległości 3,12 j.a. Odkryta 19 grudnia 1998 roku.